# Diogo Firmino
Diogo Firmino da Silva Fernandes (sinh ngày 14 tháng 11 năm 1996 ở Funchal, Madeira), hay Firmino, là một cầu thủ bóng đá người Bồ Đào Nha thi đấu cho C.S. Marítimo B ở vị trí tiền đạo.